# Randy Flagler
Randy Flagler (* 21. August 1968 in Overland Park, Kansas) ist ein US-amerikanischer Schauspieler. Bekannt wurde er durch seine Rolle als Capp in der US-amerikanischen Dramaserie Chicago Fire (2012–heute). Während dieser Zeit arbeitete er auch mit dem Autor und Regisseur Derek Haas, einem Alumnus der Baylor University.
Bevor er die Rolle in Chicago Fire annahm, war Flagler außerdem u. a. in Men of Honor (mit Robert De Niro und Cuba Gooding, Jr.) und Shows wie 24, Prison Break und anderen zu sehen.

## Filmografie

### Film
- 2000: Men of Honor
- 2007: The Obscure Brother (Kurzfilm)
- 2007: Bone Eater
- 2009: 2:13
- 2011: The Double – Eiskaltes Duell

### Fernsehen
| Jahr       | Titel                     | Rolle                                        | Notizen                                                     |
| ---------- | ------------------------- | -------------------------------------------- | ----------------------------------------------------------- |
| 2001       | FreakyLinks               | Sid Zeidel                                   | Episode: "Subject: Police Siren"                            |
| 2002       | NYPD Blue                 | Hank Grenda                                  | Episode: "Hand Job"                                         |
| 2004       | What Should You Do?       | Justin                                       | Episode: "Brotherly Slip"                                   |
| 2004       | Medical Investigation     | Clayton                                      | Episode: "Carla"                                            |
| 2006       | Navy CIS                  | Gibbs’ C.O.                                  | Episode: "Fünfzehn Jahre"                                   |
| 2006       | The Nine                  | Beschützer #1                                | Episode: "Heroes Welcome"                                   |
| 2006       | Shark                     | Jeremy Clinton                               | Episode: "Sins of the Mother"                               |
| 2006       | Masters of Horror         | männlicher Passagier                         | Episode: "The Screwfly Solution"                            |
| 2008       | Women's Murder Club       | Taktischer OPS-Kommandant                    | Episode: "Undercover"                                       |
| 2008       | Prison Break              | Sicherheitsoffizier                          | Episode: "Vier in Las Vegas"                                |
| 2009       | 24                        | Prion Variant Operative                      | 2 Episoden                                                  |
| 2009       | Monk                      | Wütender Patron                              | Episode: "Mr. Monk verliebt sich in sein neues Spiegelbild" |
| 2009       | Heroes                    | Deputy Gill                                  | Episode: "Seltsame Attraktoren"                             |
| 2010       | The Event                 | Van-Fahrer                                   | Episode: "Der Feind in meiner Nähe"                         |
| 2008–2011  | Schatten der Leidenschaft | Gerichtsvollzieher                           | 6 Episoden                                                  |
| 2011       | Futurestates              | Burton Hall                                  | Episode: "Worker Drone"                                     |
| 2010–2011  | Raisin' Junior            | Kyle Busch Fanatic, Mickey Coleman, Da Judge | 5 Episoden                                                  |
| 2012–heute | Chicago Fire              | Harold Capp                                  | Nebenrolle, 92 Episoden                                     |
| 2014–heute | Chicago P.D.              | Harold Capp                                  | Gastrolle, 4 Episoden                                       |